# Жељко Еркић
Жељко Еркић (Сарајево, 25. јули 1981) српски je глумац. Одрастао је у Милићима гдје је завршио гимназију, а потом је дипломирао на Академији умјетности у Бањој Луци. Стални је члан Народног позоришта Републике Српске и добитник је бројних награда, међу којима је награда за најбољег глумца Републике Српске у сезонама 2011−2012 и 2016−2017.

## Филмографија
| Год.       | Назив                   | Улога                    |
| ---------- | ----------------------- | ------------------------ |
| 2024.      | Закопане тајне          | Север Маслеша            |
| 2023.      | Посета (ТВ серија)      | адвокат                  |
| 2023.      | Момак и девојке         | Баја                     |
| 2023.      | На рубу памети (серија) | Тимур Бабић              |
| 2023.      | Вера (ТВ серија)        | Светозар Т. Јанковић     |
| 2022-2023. | Бранилац (серија)       | директор фабрике         |
| 2021.      | Певачица (ТВ серија)    | Паја                     |
| 2020–2021. | Добро јутро, комшија    | Владимир                 |
| 2021.      | Луд, збуњен, нормалан   | Недјељко                 |
| 2021.      | Коридор 92 (филм)       | Војник ВРС-е             |
| 2020.      | Дара из Јасеновца       | Стјепан (усташки војник) |
| 2020.      | Кости (ТВ серија)       | Чупо                     |
| 2020.      | Хотел Балкан            | Вид Курузовић            |
| 2018–2019. | Убице мог оца           | Благоје Ороз, сезона 3   |
| 2018.      | Не дирај ми маму        | Мирко Курилић            |
| 2017.      | Месо (ТВ серија)        | доктор Сарач             |
| 2015.      | Muhteşem yüzyıl: Kösem  | Ензо                     |
| 2014.      | Топ је био врео         | Новинар УН-а             |
| 2014.      | Уздах на крову          |                          |
| 2010.      | Шесто чуло              | Саша                     |
| 2009.      | Дјечак и дјевојчица     | пријатељ за савјет       |
| 2009.      | Тамо и овде             | досељеник                |
| 2008.      | Турнеја                 |                          |
| 2006.      | Избор                   | Михајло                  |